# Pelusios gabonensis
Espèce
Synonymes
- Pentonyx gabonensis Duméril, 1856
- Sternothaerus steindachneri Siebenrock, 1901

Pelusios gabonensis est une espèce de tortue de la famille des Pelomedusidae.

## Répartition
Cette espèce se rencontre au Gabon au Cameroun, en Guinée équatoriale, au Congo-Brazzaville, au Congo-Kinshasa, en Angola, au Burundi, en Ouganda et en Tanzanie.

## Étymologie
Son nom d'espèce, composé de gabon et du suffixe latin -ensis, « qui vit dans, qui habite », lui a été donné en référence au lieu de sa découverte.

## Publication originale
- Duméril, 1856 : Note sur les reptiles du Gabon. Revue et Magasin de Zoologie Pure et Appliquée, Paris, ser. 2, vol. 8, p. 369-377, 417–424, 460–470 & 553–562 (texte intégral).